# William Trevor
William Trevor (Mitchelstown, condado de Cork; 24 de mayo de 1928-Dublín, 20 de noviembre de 2016) fue un historiador, novelista y dramaturgo irlandés.

## Biografía
Nacido como William Trevor Cox en una familia protestante de clase media, se mudó varias veces a otros pueblos debido al trabajo de su padre como funcionario de banco. Fue educado en el Saint Columba's College y en la Universidad de Dublín, ambos en Dublín y del último de los cuales obtuvo un grado en historia.
Trevor trabajó como escultor, complementando sus ingresos como profesor. Se casó en 1952 con Jane Ryan y emigró a Inglaterra en 1954. Su primera novela,  A Standard of Behaviour, fue publicada en 1958, pero tuvo poco éxito entre la crítica. Tras abandonar la escultura, se dedicó a la concepción y redacción de eslóganes publicitarios en Londres, antes de convertirse en escritor a tiempo completo en 1965.

## Distinciones
Trevor era miembro de la Academia Irlandesa de Letras y Aosdána. Fue nombrado caballero comendador de honor de la Orden del Imperio Británico en 1977 por sus "servicios a la literatura" y fue nombrado Companion of Literature en 1994. En 2002, fue nombrado caballero honorario en reconocimiento por sus servicios a la literatura.

## Premios
- 1964: Premio Hawthornden por The Old Boys.
- 1964: Premio Hawthornden por The Boarding House.
- 1970: Mrs. Eckdorf in O'Neill's Hotel fue seleccionado para el Premio Booker.
- 1975: Real Sociedad de Literatura por Angels at the Ritz and Other Stories.
- 1976: Premio Costa Book por The Children of Dynmouth.
  - Premio Allied Irish Banks en ficción
  - Heinemann Award en ficción
  - Seleccionado para el Premio Booker
- 1980: Premio Giles Cooper por Beyond the Pale.
- 1982: Premio Giles Cooper  por Autumn Sunshine.
- 1982: Premio Jacob's por la adaptación para televisión de The Ballroom of Romance
- 1983: Premio Whitbread por Fools of Fortune .
- 1991: Reading Turgenev fue seleccionada para el Premio Booker.
- 1994: Premio Whitbread para mejor novela por El viaje de Felicia.
- 1999: Premio David Cohen por el Consejo de Arte de Inglaterra en reconocimiento por su trabajo.
- 2001: Premio irlandés de literatura.
- 2002: La historia de Lucy Gault fue seleccionada para el Premio Booker y el Whitbread Award.
- 2008: Premio Bob Hughes al logro en una vida en literatura irlandesa.

## Obra

### Novelas y relatos
- A Standard of Behaviour (Hutchinson, 1958)
- The Old Boys  (Bodley Head, 1964)
- The Boarding House (Bodley Head, 1965)
- The Love Department (Bodley Head, 1966)
- Mrs Eckdorf in O'Neill's Hotel (Bodley Head, 1969)
- Miss Gomez and the Brethren (Bodley Head, 1971)
- Elizabeth Alone (Bodley Head, 1973)
- The Children of Dynmouth  (Bodley Head, 1976)
- The Distant Past (Poolbeg Press, 1979)
- Other People's Worlds (Bodley Head, 1980)
- Fools of Fortune (Bodley Head, 1983). Trad.: Marionetas (Anaya & Mario Muchnik, 1995)
- Nights at the Alexandra (Hutchinson, 1987). Trad.: Noches en el Alexandra (Edhasa, (1988)
- The Silence in the Garden (Bodley Head, 1988)
- Two Lives (novel)|Two Lives  (Viking Press, 1991). Trad. parcial: Leyendo a Turgeniev (Edhasa, (1999)
- Felicia's Journey (Viking, 1994). Trad.: El viaje de Felicia (Alianza Editorial, (1999)
- Death in Summer (Viking, 1998)
- The Story of Lucy Gault (Viking, 2002). Trad.: La historia de Lucy Gault (Salamandra, (2004)
- Love and Summer (Viking, 2009). Trad.: Verano y amor (Salamandra, (2011)

### Colecciones de relatos cortos
- The Day We Got Drunk on Cake and Other Stories (Bodley Head, 1967)
- The Ballroom of Romance and Other Stories (Bodley Head, 1972)
- The Last Lunch of the Season (Covent Garden Press, 1973)
- Angels at the Ritz and Other Stories (Bodley Head, 1975)
- Lovers of their Time (Bodley Head, 1978)
- Beyond the Pale (Bodley Head, 1981)
- The Stories of William Trevor (Penguin, 1983)
- The News from Ireland and Other Stories (Bodley Head, 1986)
- Family Sins and Other Stories (Bodley Head, 1989)
- Outside Ireland: Selected Stories (Viking, 1992)
- The Collected Stories (Penguin, 1993, 2003)
- After Rain (Viking, 1996)
- Cocktails an Doney's (Bloomsbury Classics, 1996, ISBN 978-0-7475-2911-8)[2]
- The Hill Bachelors (Viking, 2000)
- A Bit On the Side (Viking, 2004)
- Cheating At Canasta (Viking, 2007). Trad.: Una relación perfecta (Salamandra, (2012)
- Bodily Secrets (Penguin Great Loves, 2007; selección de varios relatos de colecciones previas).
- Collected Stories, Volumes I & II, (Penguin, 2009)

### Obras de teatro
- Play for Today: O Fat White Woman (1971,[3] adaptation from short story)
- The Old Boys  (Davis-Poynter, 1971)
- A Night with Mrs da Tanka (Samuel French, 1972)
- Going Home   (Samuel French, 1972)
- Marriages (Samuel French, 1973)
- Scenes from an Album (Co-Op Books (Dublín), 1981)

### Libros infantiles
- Juliet's Story (Bodley Head, 1992). Trad.: La historia de Juliet (Siruela, (1997)

### No-ficción
- A Writer's Ireland: Landscape in Literature (Thames & Hudson, 1984)
- Excursions in the Real World: Memoirs (Hutchinson, 1993)

### Como editor
- The Oxford Book of Irish Short Stories (Oxford University Press, 1989)